# Aseptis probata
Aseptis probata är en fjärilsart som beskrevs av Barnes och Mcdunnough 1910. Aseptis probata ingår i släktet Aseptis och familjen nattflyn. Inga underarter finns listade i Catalogue of Life.